# Władysław Klamerus
Władysław Klamerus (geboren 1956 in Zakopane; gestorben 1992 in Warschau) war ein polnischer Bildhauer und Maler der Volksrepublik Polen. Er schuf Werke im Stil des Realsozialismus.

## Leben und Werk
Klamerus studierte an der Akademie der Bildenden Künste Warschau. Er arbeitete in Zakopane, Warschau und Paris. Er entwarf einige Mahnmale, so zum Beispiel zusammen mit Hanna Szmalenberg das Umschlagplatz-Denkmal in Warschau. Nach seinem frühen Tod wurde seine Asche über der Tatra verstreut.